# Ferreirinho-de-testa-parda
Ferreirinho-de-testa-parda (nome científico: Poecilotriccus fumifrons) é uma espécie de ave da família dos tiranídeos. É encontrada no Brasil, Guiana Francesa e Suriname.